# Erdélyi útifű
Az erdélyi útifű (Plantago schwarzenbergiana) az ajakosvirágúak rendjébe, az útifűfélék családjába, az útifű nemzetségbe tartozó lágy szárú endemikus növényfaj.

## Jellemzése
Alacsony, 10-20 cm magasságú növény. Levelei hosszúkás-lándzsásak, erezetük párhuzamos. A virágzata vékony, hengeres. Nyár végén virágzik. Termése fedeles tok.

Előfordulása leginkább a Tiszántúlon jellemző, szikes réteken, szikes pusztákon, szikfokokon,  szolonyeces sziken.